# Serre moi fort
Serre moi fort je francouzský hraný film z roku 2021, který režíroval Mathieu Amalric podle divadelní hry Je reviens de loin od Claudine Galéa. Snímek měl světovou premiéru na filmovém festivalu v Cannes dne 14. července 2021.

## Děj
Clarisse opustí rodinu a zanechá svého manžela Marca, aby se sám staral o jejich dvě děti.

## Obsazení
| Vicky Kriepsová          | Clarisse   |
| Arieh Worthalter         | Marc       |
| Anne-Sophie Bowen-Chatet | Lucie      |
| Sacha Ardilly            | Paul       |
| Aurélia Petit            | přítelkyně |

## Ocenění
- César: nominace v kategoriích nejlepší herečka (Vicky Krieps) a nejlepší adaptace (Mathieu Amalric)
- Cena Magritte: nejlepší herec (Arieh Worthalter)